# Leuns
|  | No s'ha de confondre amb Leucs. |

Els leuns (en llatí Leuni, en grec antic Λεῦνοι) eren una tribu dels vindèlics que Claudi Ptolemeu situa entre els runicates i els consuantes, segurament a la regió que formen actualment els Alps de Salzburg a la part sud-est de Baviera a la frontera amb Àustria.